# (457175) 2008 GO98
2008 جي أو 98 (ويعرف أيضًا باسم (457175) 2008 جي أو 98 وفق تسمية الكوكب الصغير) (بالإنجليزية: 2008 GO98)‏ هو كويكب ضمن حزام الكويكبات؛ وترتيبه 457175 من حيث الاكتشاف.
اكتُشف هذا الجُرم الفلكي بواسطة سبيس واتش في 8 أبريل 2008.

## وصلات خارجية
- (457175) 2008 GO98 في قاعدة بيانات مختبر الدفع النفاث لأجرام النظام الشمسي الصغيرة

- الاكتشاف · مخطط المدار ·  العناصر المدارية · المعلمات المادية

- (457175) 2008 GO98 على موقع ويكي سكاي: DSS2, SDSS, GALEX, IRAS, Hydrogen α, X-Ray, Astrophoto, Sky Map, Articles and images